# R515 (Russland)
Die R515 (russisch P 515, das kyrillische P entspricht dem lateinischen R) ist eine 53 Kilometer lange russische Regionalstraße, die innerhalb der Oblast Kaliningrad in Nord-Süd-Richtung verläuft. Sie durchzieht auf der Kurischen Nehrung (russisch: Kurschskaja Kossa) den nördlichen Bereich des Rajon Selenogradsk und verbindet auf russischer Seite die litauische Stadt Klaipėda und die Außerortsstraße KK 167 mit der russischen Stadt Selenogradsk an den Fernstraßen A191 und A192.

## Verlauf der R 515 (P 515)
(KK 167: Klaipėda (Memel) – Nida (Nidden) →)

0 km –  Grenzübergang Litauen/Russland
6 km – Morskoje (Pillkoppen)
17 km – Rybatschi (Rossitten)
41 km – Lesnoi (Sarkau)
53 km – Selenogradsk (Cranz)
(→ A191: Kaliningrad (Königsberg) und A192: Swetlogorsk (Rauschen) – Primorsk (Fischhausen))

## Verweis
- Straßenkarte Nördliches Ostpreußen mit Memelland. Königsberg-Tilsit-Gumbinnen. Kaliningradskaja Oblast, Höfer-Verlag, Dietzenbach, 11. Auflage 2005